# Carlos Arreola
Carlos Alberto Arreola Rodríguez (ur. 4 marca 1995 w Tali) – meksykański piłkarz występujący na pozycji środkowego obrońcy.